# Nikolai Jefimowitsch Jefimow

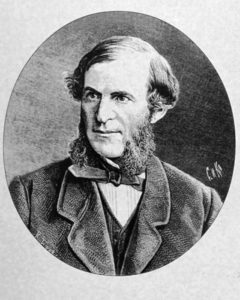
Nikolai Jefimow

Nikolai Jefimowitsch Jefimow (russisch Николай Ефимович Ефимов; * 9. Mai 1799 in Jakowlewka, Obojanski Ujesd, Gouvernement Kursk; † 11. September 1851 in Sankt Petersburg) war ein russischer Architekt des Spätklassizismus und des frühen Eklektizismus. Er war ordentliches Mitglied der Kaiserlichen Akademie der Künste und gilt als einer der herausragendsten Vertreter der Petersburger Neorenaissance.

## Leben und Werk

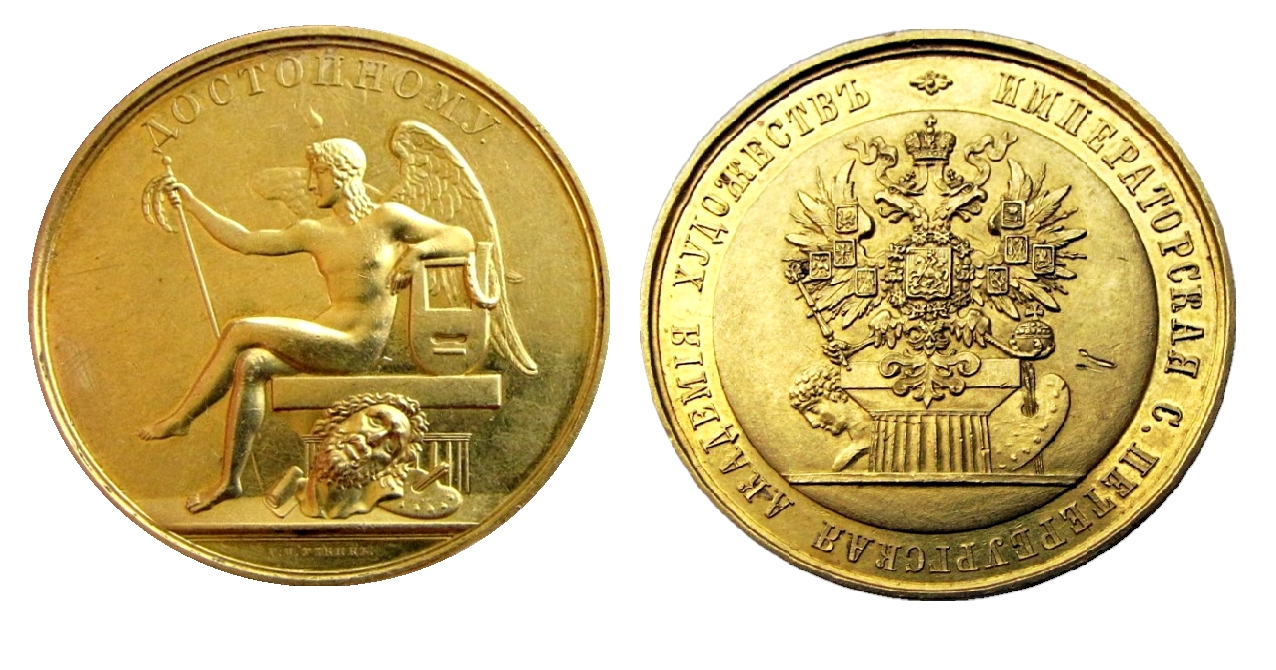
Goldmedaille der Kaiserlichen Akademie der Künste

Jefimow wurde auf dem Hof des Kursker Gutsbesitzers und Offiziers im Ruhestand J. G. Saplatina großgezogen. Aufgrund seiner früh erkannten Begabung wurde er 1806 nach Sankt Petersburg geschickt und an der Kaiserlichen Akademie der Künste eingeschrieben. Jefimow studierte ab 1815 Architektur und erhielt für seine Arbeiten insgesamt vier Silbermedaillen. 1821 schloss er die Akademie mit einer Großen Goldmedaille ab, die er für den Entwurf eines Museums erhielt. Jefimow wurde das Zertifikat 1. Grades „für den Titel eines Künstlers der 1. Klasse (9. Zivilrang der Rangtabelle) mit einem Schwert“ verliehen. Verbunden damit war ein Stipendium für einen Auslandsaufenthalt. Jefimow verbrachte jedoch zunächst noch sechs weitere Jahre an der Akademie, wo er jüngere Schüler in den Grundlagen des Zeichnens unterrichtete.
1826 entsandte ihn der Präsident der Akademie, Alexei Olenin, nach Kiew, wo er die 1824 von Kondrat Andrejewitsch Lochwizki freigelegten Fundamente der Zehntkirche untersuchen sollte. Jefimow vermaß und dokumentierte die Größe und Struktur der Fundamente. Dabei entdeckte er auch zwei Gräber, die Großfürst Wladimir I. und seiner Frau Anna zugeordnet wurden. Für die Wiedererrichtung der Kirche erarbeitete er einen Entwurf im byzantinischem Stil, der von Kaiser Alexander I. jedoch abgelehnt wurde.
Die Arbeiten in Kiew beeinflussten Jefimows weitere künstlerische Entwicklung. Er untersuchte altrussische Bauwerke in Moskau, Nowgorod und Wladimir und nahm Vermessungen im Kloster Neu-Jerusalem vor. 1827 begann er seine Reise ins Ausland, die ihn über Deutschland und Österreich zunächst nach Italien führte. In Rom fertigte Jefimow präzise Aufmaße und Zeichnungen architektonischer Details antiker Denkmäler an und malte perspektivische Ansichten in Aquarell. 1835 begleiteten er und Karl Brjullow Wladimir Orlow-Dawydow auf dessen Reise nach Griechenland und die Levante. Sie besuchten den Athos, Konstantinopel und Kleinasien.
Nach seiner Rückkehr wurde Jefimow 1840 Ehrenmitglied der Kaiserlichen Akademie der Künste, 1844 wurde ihm der Titel eines Professors verliehen.
Bei der Neugestaltung der durch den Brand von 1837 schwer beschädigten Innenräume des Winterpalastes wurde Jefimow als Erster Gehilfe des mit der Gestaltung beauftragten Architekten Wassili Stassow eingesetzt. Gemeinsam gestalteten beide den Feldmarschallsaal, den Petersaal, den Grenadiersaal, den Weißen Saal und den Georgensaal. Um die Gewinnung des benötigten Marmors zu überwachen, reiste Jefimow 1839 nach Carrara.
Zu Jefimows Hauptwerken zählt der 1847 begonnene Umbau der Städtischen Duma St. Petersburg an der Kreuzung Newski-Prospekt und Dumskaja-Straße. Jefimow gestaltete die Fassade im Stil der Neorenaissance mit den charakteristischen venezianischen Fenstern. Er entwarf ebenfalls das Haupttreppenhaus und gestaltete den Alexandrowski- und den Nikolajewski-Saal im Stil des Historismus. Nach Jefimows Tod vollendete Ludwig Bohnstedt den Bau. Ein viertes und fünftes Stockwerk wurden 1913/14 von Wassili Kenel hinzugefügt.
Ebenfalls im Stil der Neorenaissance entwarf Jefimow den Schuwalow-Palast in Petersburg. Hier verwendete er auch zum ersten Male sogenannte Bramante-Fenster, die für diesen Stil typisch waren.
1839 bis 1851 war er am Bau der Neuen Eremitage nach Plänen von Leo von Klenze beteiligt.
Ab 1848 arbeitete Jefimow am Bau des Petersburger Jungfrauen-Klosters. Während er die Fassaden der Dienstgebäude im Neorenaissance-Stil mit venezianischen Fenstern gestaltete, entwarf er die Auferstehungskirche im russisch-byzantinischen Stil.
Eine der bekanntesten Arbeiten Jefimows war die Neugestaltung des Isaakplatzes in St. Petersburg mit dem Ministerium (1847–1850)  und dem Haus des Ministers für Staatseigentum (1847–1853).
Darüber hinaus entwarf Jefimow Wohn- und Verwaltungsgebäude in St. Petersburg und der Provinz, darunter die Handelsreihen (Гостиный двор) in Orjol, das Marinski-Institut in Nischni-Nowgorod und weitere Gebäude in Woronesch, Stary Oskol und Dmitrow.
Jefimows Schaffen als Architekt umfasste lediglich einen Zeitraum von etwas mehr als einem Jahrzehnt. Er starb unerwartet im Alter von 51 Jahren. Jefimow war nicht verheiratet und hinterließ keine Kinder. Sein Grabstein auf dem Friedhof des Petersburger Jungfrauen-Klosters wurde von Stefan Galensowski und Iwan Scholtowski gestaltet.

## Werke
- Wiederaufbau des Schuwalow-Palastes am Ufer der Fontanka[8]
- Haus des Ministers für Staatseigentum am Isaaksplatz[8]
- Gebäude des Ministeriums für Staatseigentum am Isaaksplatz[8]
- Altgläubigenkirche St. Nikolaus in der Sacharjewskaja-Straße[8] (1932 abgerissen)
- Wiederaufbau des Stadtduma-Gebäudes am Newski-Prospekt[8]
- Kirche der Auferstehung Christi und des Erzengels Michael in Malaya Kolomna[8] (fertiggestellt nach dem Tod Jefimows[8], 1932 abgerissen)
- Auferstehungs-Nowodewitschi-Kloster (fertiggestellt nach dem Tod Jefimows)[8]
- Renovierung des Georgensaals im Winterpalais[8]
- Beteiligung am Bau der Neuen Eremitage (1847–1848) nach dem Entwurf des Münchner Architekten L. von Klenze[8]
- Entwicklungsprojekt am Znamenskaja-Platz

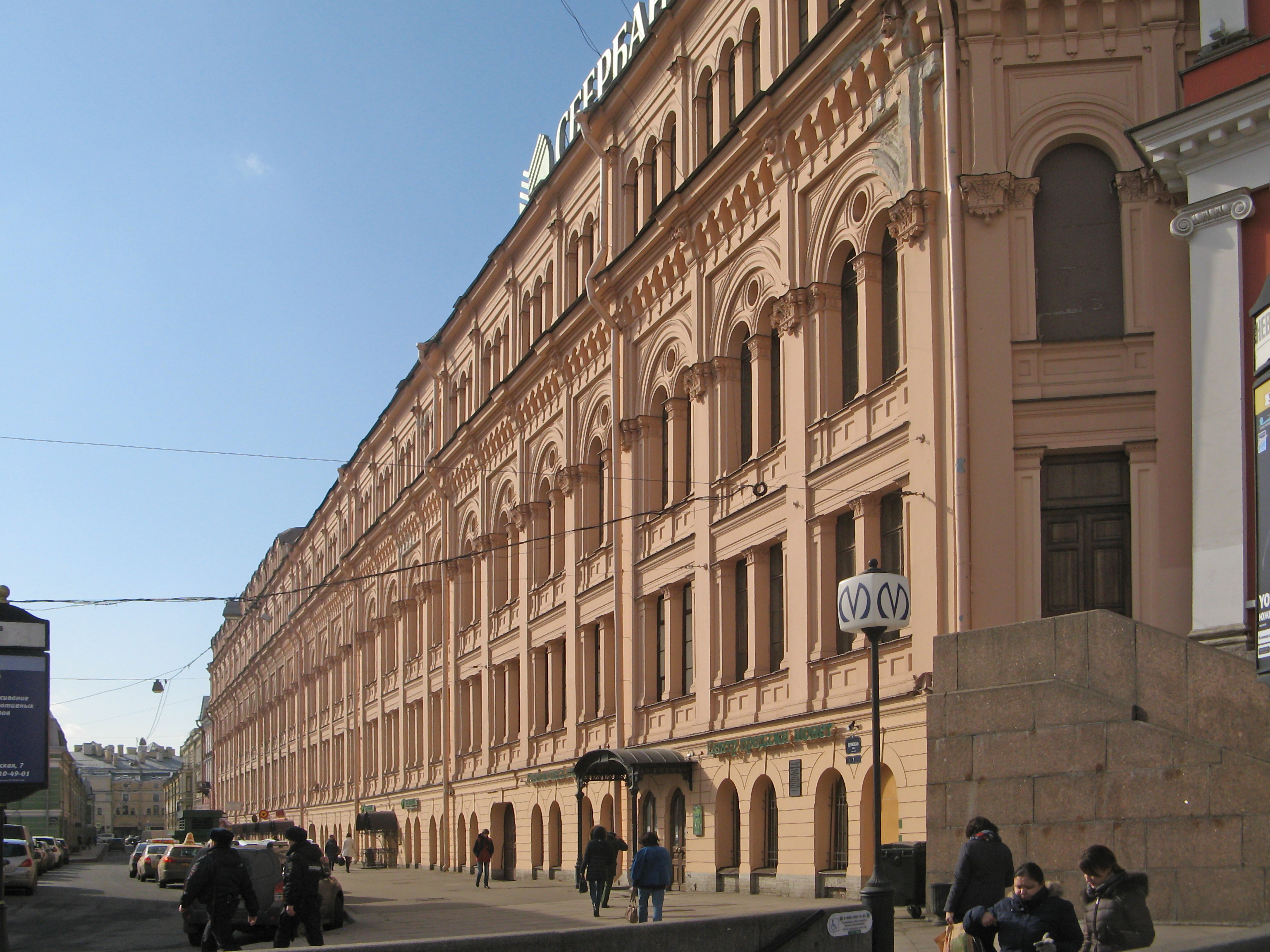
Fassade der städtischen Duma, 1847, St. Petersburg
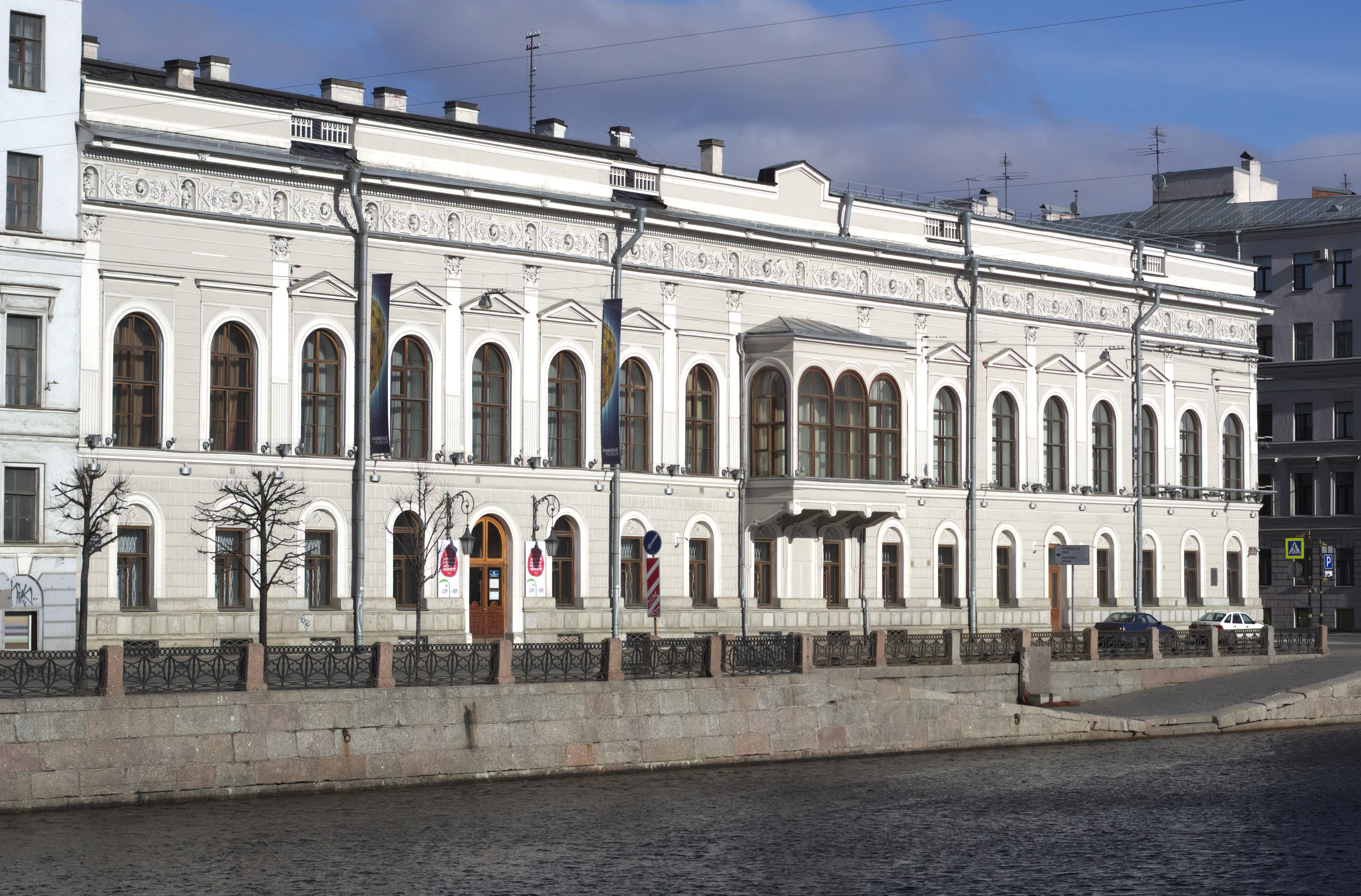
Schuwalow-Palast, 1844–1849, St. Petersburg
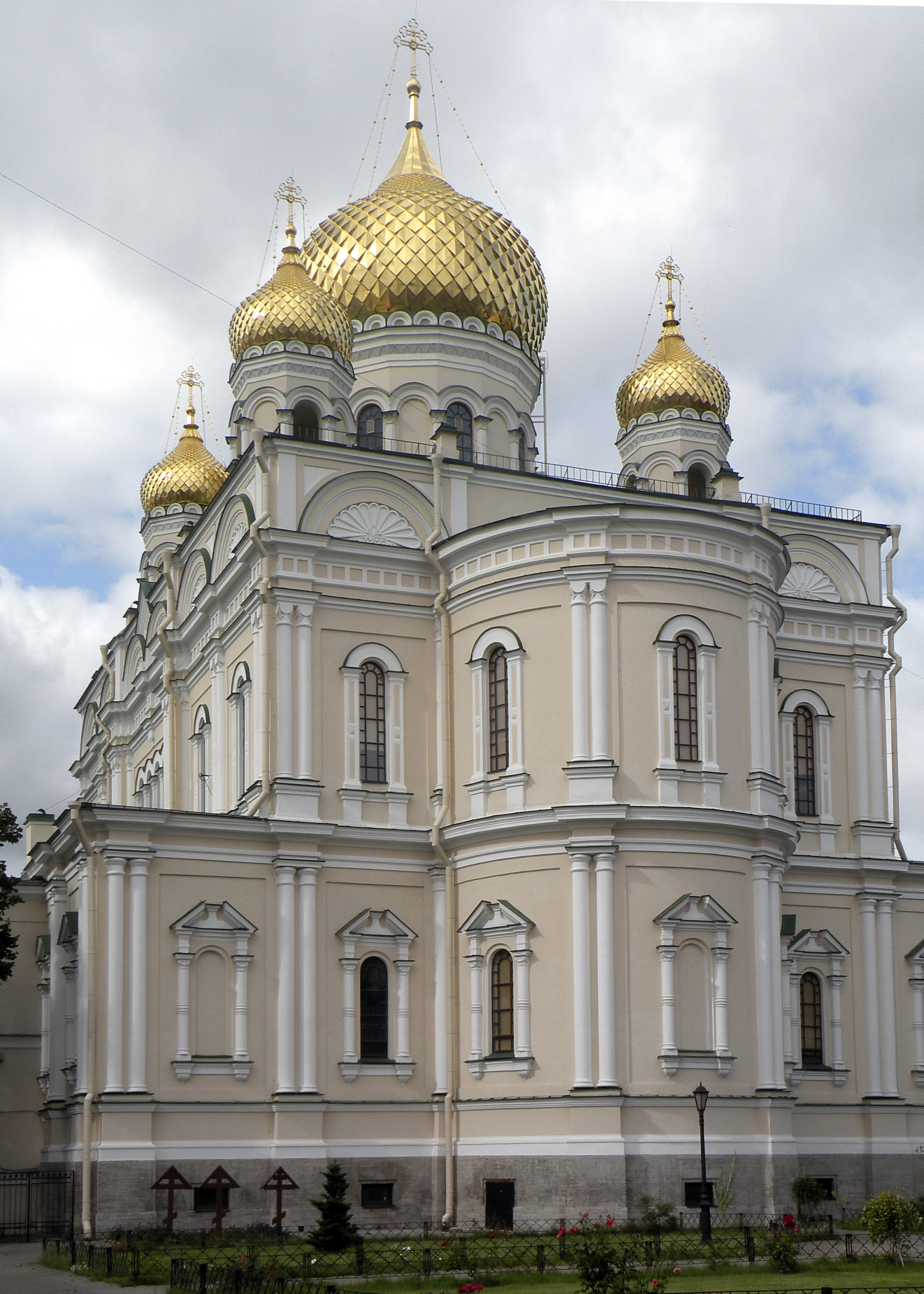
Auferstehungskirche des Jungfrauen-Klosters, 1849–1861, St. Petersburg
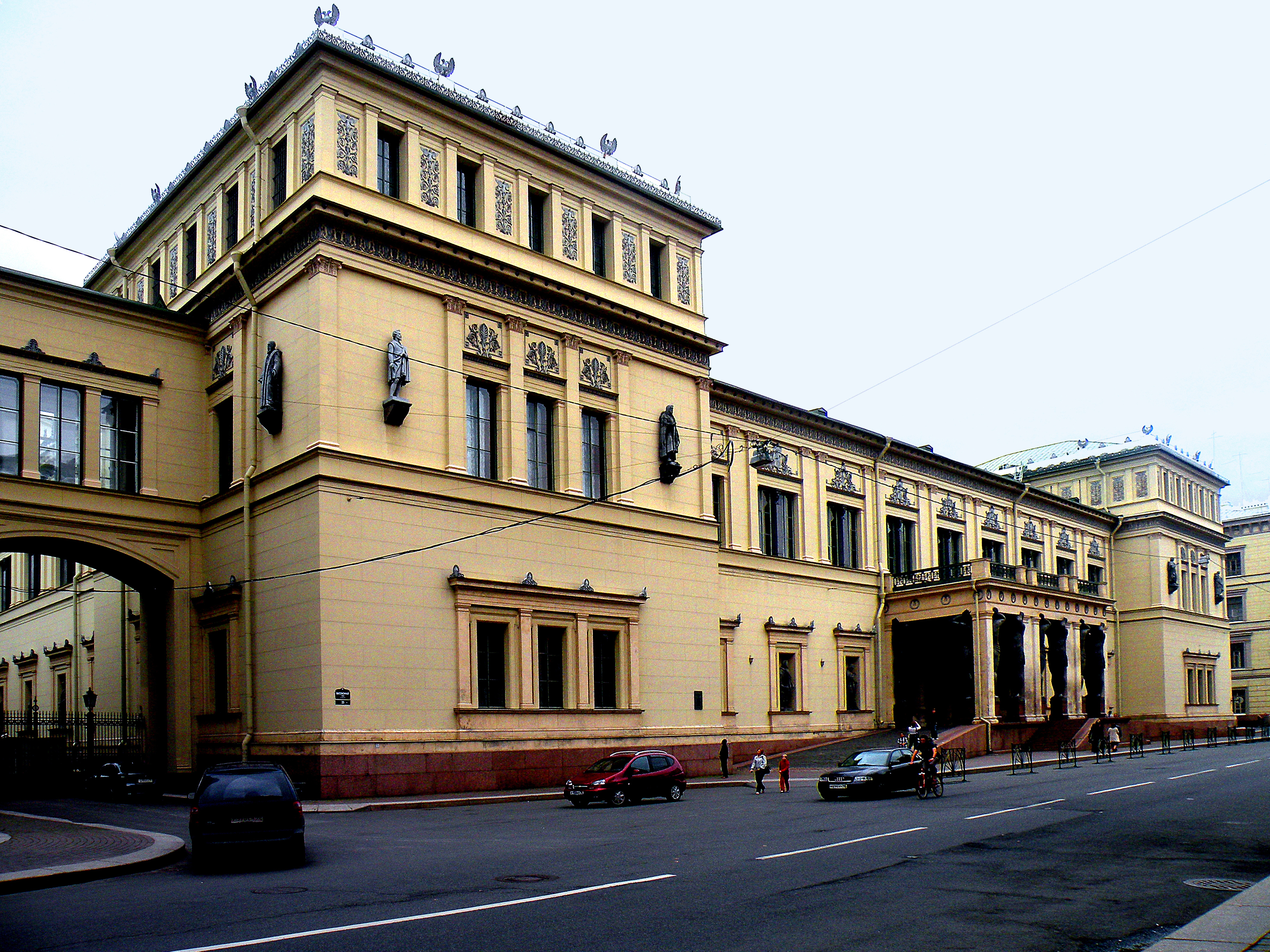
Neue Eremitage, 1831–1859, St. Petersburg
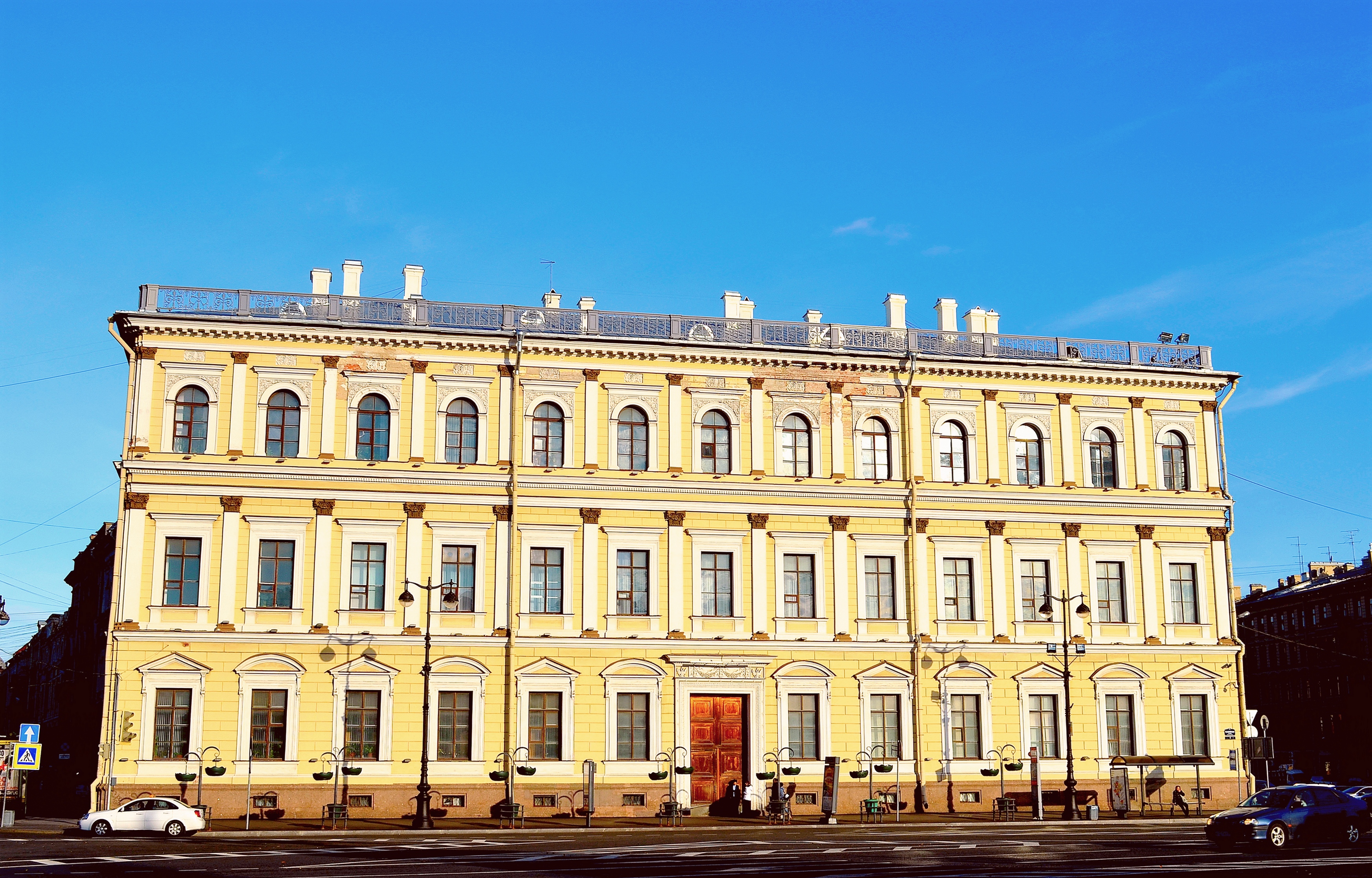
Ministerium für Staatseigentum, 1847–1850, St, Petersburg
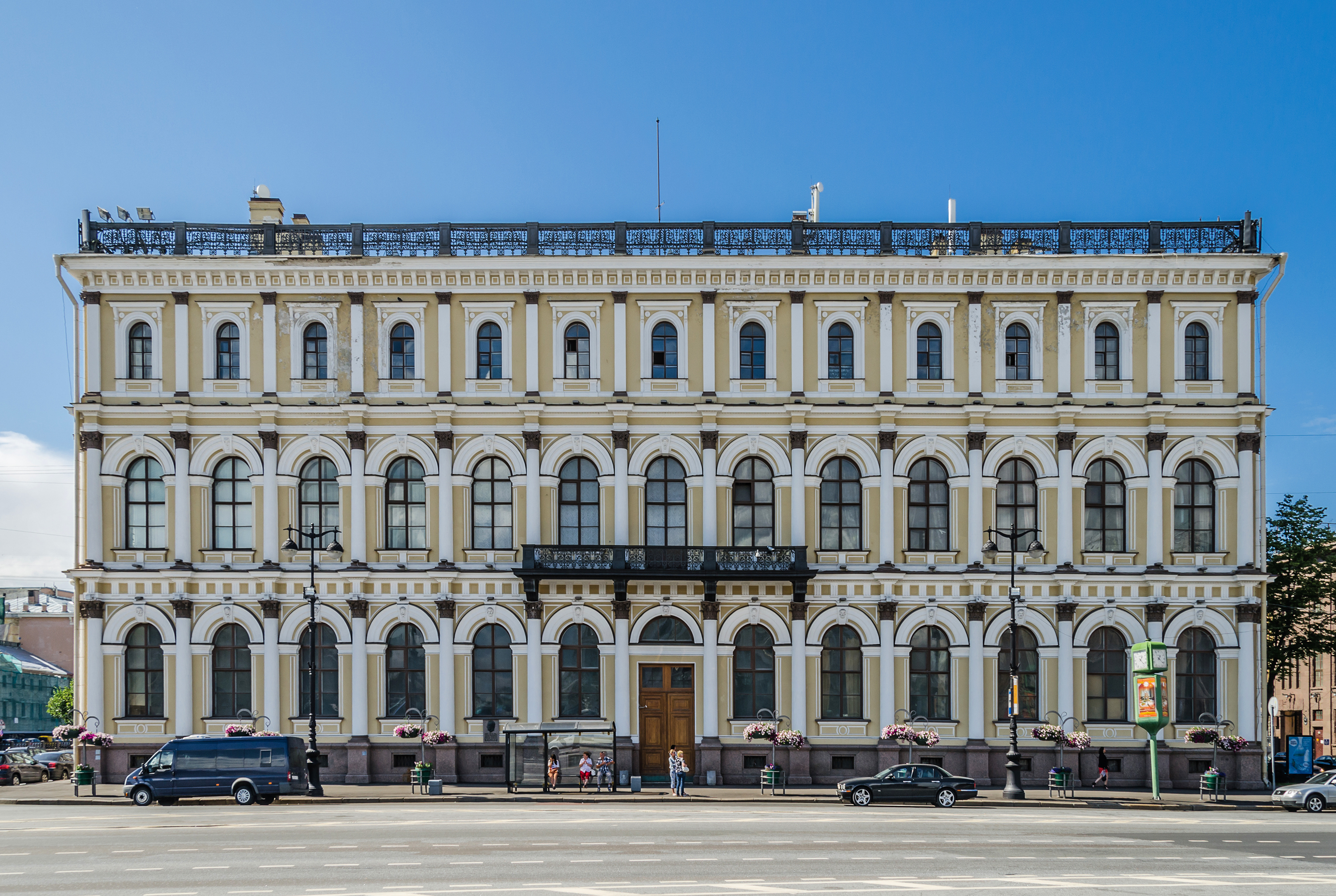
Haus des Ministers für Staatseigentum, 1847–1853, St, Petersburg
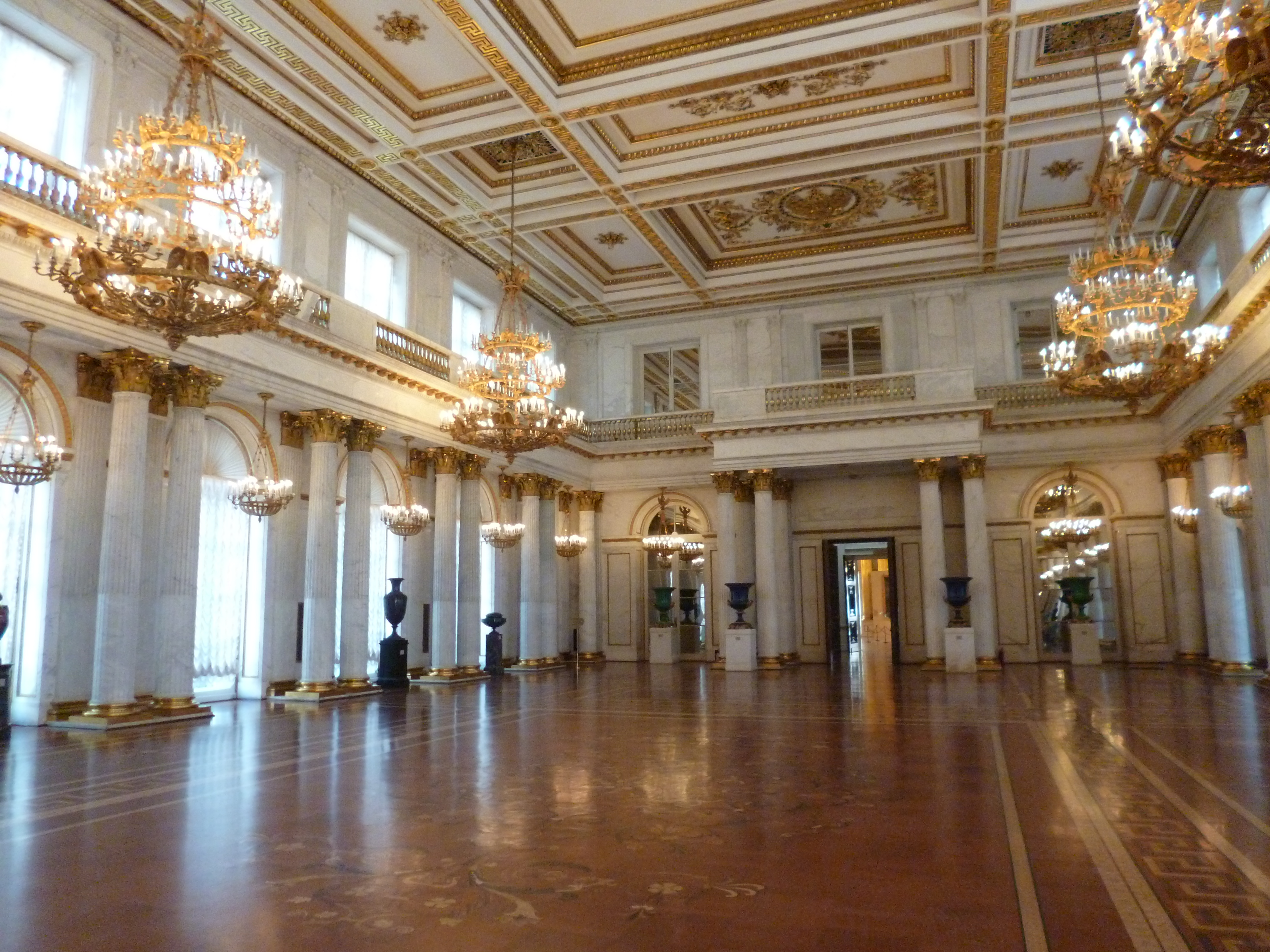
Georgensaal des Winterpalais